# Novovjekovni brodolom kod Grebena
Ostatci novovjekovnog brodoloma manjeg ratnog broda nalaze se kod otočića Grebena, jugoistočno od otoka Visa, na području Grada Visa.

## Opis
Ostaci manjeg ratnog broda iz 18./19. stoljeća pokrivaju površinu od cca 15 x 30 m na dubini 48-56 m kod otočića Greben jugoistočno od otoka Visa. Na površini su vidljiva željezna sidra i topovi, te raznoliki sitni materijal kao keramičko posuđe, komadi metala, drveta i sl. Pod pijeskom je dio opreme broda, kao i drveni ostaci broda.

## Zaštita
Pod oznakom Z-4 zaveden je kao nepokretno kulturno dobro - arheologija, pravna statusa zaštićena kulturnog dobra, klasificirano kao "podvodna arheološka zona/nalazište".